# Jerzy Różycki
Jerzy Witold Różycki ( ['jεʒɨ ru'ʒɨʦki]) (Olshana, perto de Kiev, Ucrânia, 24 de julho de 1909 — Mar Mediterrâneo, perto das Ilhas Baleares, 9 de janeiro de 1942) foi um matemático e criptologista polaco que trabalhou na quebra de cifras alemãs da Máquina Enigma.
Em 1929, ainda estudante, Różycki, proficiente em alemão, foi um dos estudantes da Universidade de Poznań  que aceitou um convite para um curso secreto de criptologia organizado pelo Biuro Szyfrów em Varsóvia.
A partir de Setembro de 1932 Różycki serviu como criptologista civil no Biuro Szyfrów, trabalhando, entre outros, com Marian Rejewski e Henryk Zygalski.
Após Rejewski ter reconstruído a Máquina Enigma usada pelos alemães em Dezembro de 1932, Różycki e Zygalski exploraram métodos para a decriptação com fins de espionagem militar.  Różycki inventou o método do "relógio", which que às vezes possibilitava saber qual dos rotores estaria à direita.
Różycki faleceu no Mar Mediterrâneo em Janeiro de 1942, no regresso ao centro de Cadix, perto de Uzès no sol da França de Vichy, de uma viagem a Argel. O seu navio de passageiros, o Lamoricière, afundou-se em circunstâncias nunca esclarecidas perto das Baleares. Entre os 222 mortos, incluíam-se Piotr Smoleński e Jan Graliński, do sector russo pré-guerra do Biuro Szyfrów.
Em 1938, aos 29 anos, Różycki casou com Maria Barbara Mayka.  O filho de ambos, Jan Janusz Różycki, nascido em 10 de Maio de 1939, tornou-se membro da equipa polaca de esgrima e venceu uma medalha de prata nos Jogos Olímpicos de Verão de 1964.